# Pleasant Valley (Teksas)
Pleasant Valley – miasto w Stanach Zjednoczonych, w stanie Teksas, w hrabstwie Wichita.